# Copa del Emperador 2015
La 95.ª Copa del Emperador (第95回天皇杯全日本サッカー選手権大会 Dai 95-kai Tennōhai Zennihon Sakkā Senshuken Taikai?) fue la edición 2015 de dicha competición de fútbol, la más antigua de Japón. El torneo comenzó el 29 de agosto de 2015 y terminó el 1 de enero de 2016.
El campeón, al igual que en el año anterior, fue Gamba Osaka, tras vencer en la final a Urawa Red Diamonds. Por lo mismo, disputó la Supercopa de Japón 2016 ante Sanfrecce Hiroshima, ganador de la J1 League 2015.

## Calendario
| Etapa            | Fechas                        | Número de equipos participantes | Observaciones |
| ---------------- | ----------------------------- | ------------------------------- | --- |
| Primera ronda    | 29 y 30 de agosto de 2015     | 72 (2+22+1+47) → 36             | - 2: el subcampeón y el ganador del playoff de la J2 2014 - 22: clubes de la J2 - 1: ganador del Apertura de la JFL - 47: ganadores de copas prefecturales |
| Segunda ronda    | 5 al 9 de septiembre de 2015  | 48 (36+12) → 24                 | - 12: clubes de la J1 (excepto los 4 cabezas de serie de J1)                                                                                               |
| Tercera ronda    | 10 y 14 de octubre de 2015    | 24 → 12                         | - Participación de los ganadores de la segunda ronda |
| Octavos de final | 11 al 15 de noviembre de 2015 | 16 (12+4) → 8                   | - 4 cabezas de serie de la J1 incluyendo: - 2 participantes de los cuartos de final de la ACL - Los 2 mejores equipos de la 1.ª etapa de la J1             |
| Cuartos de final | 26 de diciembre de 2015       | 8 → 4                           | - Participación de los ganadores de los octavos de final                                                                                                   |
| Semifinales      | 29 de diciembre de 2015       | 4 → 2                           | - Participación de los ganadores de los cuartos de final                                                                                                   |
| Final            | 1 de enero de 2016            | 2 → 1                           | - Participación de los ganadores de las semifinales |

## Equipos participantes
88 formaron parte del torneo. Todos los clubes de la J1 League 2015 y todos los de la J2 League 2015 comenzaron su participación en la segunda ronda del certamen. Los otros 47 equipos obtuvieron sus cupos al ganar sus respectivas Copas de Prefectura e ingresaron desde la primera rueda junto con el equipo seleccionado de la JFL, el campeón del Apertura.

### J1 League
Todos los 18 equipos pertenecientes a la J1 League 2015.
- Albirex Niigata
- Gamba Osaka
- Kashima Antlers
- Kashiwa Reysol
- Kawasaki Frontale
- Matsumoto Yamaga
- Montedio Yamagata
- Nagoya Grampus
- Sagan Tosu
- Sanfrecce Hiroshima
- Shimizu S-Pulse
- Shonan Bellmare
- F.C. Tokyo
- Urawa Red Diamonds
- Vegalta Sendai
- Ventforet Kofu
- Vissel Kobe
- Yokohama F. Marinos

### J2 League
Todos los 22 equipos pertenecientes a la J2 League 2015.
- Avispa Fukuoka
- Cerezo Osaka
- Consadole Sapporo
- Ehime F.C.
- Fagiano Okayama
- F.C. Gifu
- Giravanz Kitakyushu
- JEF United Chiba
- Júbilo Iwata
- Kamatamare Sanuki
- Kyoto Sanga
- Mito HollyHock
- Oita Trinita
- Omiya Ardija
- Roasso Kumamoto
- Thespakusatsu Gunma
- Tochigi S.C.
- Tokushima Vortis
- Tokyo Verdy
- V-Varen Nagasaki
- Yokohama F.C.
- Zweigen Kanazawa

### Campeón del Apertura de la Japan Football League 2015
- Vanraure Hachinohe

### Representantes de las prefecturas
- Maruyasu Okazaki
- Blaublitz Akita
- ReinMeer Aomori
- Universidad Juntendo
- F.C. Imabari
- Saurcos Fukui
- Universidad de Fukuoka
- Fukushima United
- F.C. Gifu Second
- Tonan Maebashi
- Universidad de Economía de Hiroshima
- Universidad de Sapporo
- Universidad Kwansei Gakuin
- Ryutsu Keizai University
- Universidad de Hokuriku
- Grulla Morioka
- Tadotsu Club
- Kagoshima United
- Universidad Toin de Yokohama
- Universidad de Ritsumeikan
- Universidad de Kōchi
- Universidad de Tokai
- Universidad de Yokkaichi
- Universidad de Sendai
- J. F.C. Miyazaki
- Nagano Parceiro
- Mitsubishi Heavy Industry Nagasaki
- Nara Club
- Colegio de Jugadores Ascendentes de Fútbol
- Verspah Oita
- Fagiano Okayama Next
- F.C. Ryukyu
- F.C. Osaka
- Saga Lixil
- Universidad Internacional de Tokio
- MIO Biwako Shiga
- Matsue City
- Fujieda MYFC
- Tochigi Uva F.C.
- Machida Zelvia
- Universidad de Tokushima
- Gainare Tottori
- Toyama Shinjo Club
- Arterivo Wakayama
- Universidad de Yamagata
- Renofa Yamaguchi
- Nirasaki Astros

## Resultados

### Fase preliminar
Los cruces de esta fase se anunciaron el 2 de julio de 2015.

#### Primera ronda
| Fecha        | Ciudad     | Local                                | Resultado   | Visitante                                  |
| ------------ | ---------- | ------------------------------------ | ----------- | ------------------------------------------ |
| 29 de agosto | Nagoya     | Maruyasu Okazaki                     | 1:4         | Universidad Toin de Yokohama               |
| 29 de agosto | Matsumoto  | Matsumoto Yamaga                     | 3:0         | Saurcos Fukui                              |
| 30 de agosto | Kanazawa   | Zweigen Kanazawa                     | 6:3 (t.s.)  | F.C. Imabari                               |
| 29 de agosto | Ōita       | Oita Trinita                         | 2:0         | Saga Lixil                                 |
| 29 de agosto | Isahaya    | V-Varen Nagasaki                     | 7:0         | Mitsubishi Heavy Industry Nagasaki         |
| 29 de agosto | Higashiōmi | MIO Biwako Shiga                     | 3:2 (t.s.)  | Arterivo Wakayama                          |
| 30 de agosto | Toyama     | Toyama Shinjo Club                   | 0:5         | F.C. Ryukyu                                |
| 29 de agosto | Mito       | Mito HollyHock                       | 4:2         | ReinMeer Aomori                            |
| 29 de agosto | Kitakyushu | Giravanz Kitakyushu                  | 2:1         | J. F.C. Miyazaki                           |
| 29 de agosto | Kōfu       | Nirasaki Astros                      | 0:3         | Universidad Juntendo                       |
| 29 de agosto | Osaka      | Cerezo Osaka                         | 1:2         | F.C. Osaka                                 |
| 30 de agosto | Matsuyama  | Ehime F.C.                           | 1:0         | Tadotsu Club                               |
| 29 de agosto | Suzuka     | Universidad de Yokkaichi             | 1:6         | Verspah Oita                               |
| 29 de agosto | Sapporo    | Consadole Sapporo                    | 5:1         | Universidad de Sapporo                     |
| 30 de agosto | Yokohama   | Yokohama F.C.                        | 3:0         | Tonan Maebashi                             |
| 30 de agosto | Akita      | Blaublitz Akita                      | 3:0         | Fukushima United                           |
| 29 de agosto | Naruto     | Tokushima Vortis                     | 7:0         | Fagiano Okayama Next                       |
| 29 de agosto | Maebashi   | Thespakusatsu Gunma                  | 1:2         | F.C. Gifu Second                           |
| 29 de agosto | Kashihara  | Nara Club                            | (5) 0:0 (6) | Fujieda MYFC                               |
| 29 de agosto | Tendō      | Montedio Yamagata                    | 7:1         | Universidad de Yamagata                    |
| 30 de agosto | Marugame   | Kamatamare Sanuki                    | 1:0         | Universidad de Kōchi                       |
| 30 de agosto | Hiroshima  | Universidad de Economía de Hiroshima | 2:0         | Universidad de Tokushima                   |
| 29 de agosto | Kumamoto   | Roasso Kumamoto                      | 1:0         | Universidad de Fukuoka                     |
| 29 de agosto | Tottori    | Gainare Tottori                      | 2:1 (t.s.)  | Fagiano Okayama                            |
| 30 de agosto | Morioka    | Grulla Morioka                       | 0:3         | Machida Zelvia                             |
| 29 de agosto | Iwata      | Júbilo Iwata                         | 1:0         | Universidad de Hokuriku                    |
| 30 de agosto | Fukuoka    | Avispa Fukuoka                       | 3:0         | Universidad de Tokai                       |
| 30 de agosto | Hachinohe  | Vanraure Hachinohe                   | 0:1         | Universidad de Sendai                      |
| 29 de agosto | Saitama    | Omiya Ardija                         | 4:0         | Tochigi Uva F.C.                           |
| 29 de agosto | Kita       | Tokyo Verdy                          | 5:1         | Colegio de Jugadores Ascendentes de Fútbol |
| 29 de agosto | Matsue     | Matsue City                          | 1:0         | Kagoshima United                           |
| 30 de agosto | Kioto      | Kyoto Sanga                          | (5) 2:2 (3) | Universidad de Ritsumeikan                 |
| 29 de agosto | Utsunomiya | Tochigi S.C.                         | (3) 0:0 (4) | Ryutsu Keizai University                   |
| 30 de agosto | Nagano     | Nagano Parceiro                      | 1:0         | Renofa Yamaguchi                           |
| 29 de agosto | Chiba      | JEF United Chiba                     | 3:0         | Universidad Internacional de Tokio         |
| 30 de agosto | Gifu       | F.C. Gifu                            | 2:1 (t.s.)  | Universidad Kwansei Gakuin                 |

#### Segunda ronda
| Fecha           | Ciudad    | Local               | Resultado  | Visitante                            |
| --------------- | --------- | ------------------- | ---------- | ------------------------------------ |
| 5 de septiembre | Hiratsuka | Shonan Bellmare     | 4:3        | Universidad Toin de Yokohama         |
| 5 de septiembre | Matsumoto | Matsumoto Yamaga    | 2:1        | Zweigen Kanazawa                     |
| 5 de septiembre | Ōita      | Oita Trinita        | 3:0        | V-Varen Nagasaki                     |
| 6 de septiembre | Yokohama  | Yokohama F. Marinos | 3:1 (t.s.) | MIO Biwako Shiga                     |
| 9 de septiembre | Kashima   | Kashima Antlers     | 3:1        | F.C. Ryukyu                          |
| 5 de septiembre | Mito      | Mito HollyHock      | 2:1        | Giravanz Kitakyushu                  |
| 5 de septiembre | Kōfu      | Ventforet Kofu      | 3:2        | Universidad Juntendo                 |
| 5 de septiembre | Osaka     | F.C. Osaka          | 2:3 (t.s.) | Ehime F.C.                           |
| 5 de septiembre | Tosu      | Sagan Tosu          | 4:0        | Verspah Oita                         |
| 5 de septiembre | Sapporo   | Consadole Sapporo   | 1:0        | Yokohama F.C.                        |
| 9 de septiembre | Niigata   | Albirex Niigata     | 4:0        | Blaublitz Akita                      |
| 5 de septiembre | Naruto    | Tokushima Vortis    | 1:0        | F.C. Gifu Second                     |
| 9 de septiembre | Shizuoka  | Shimizu S-Pulse     | 2:4        | Fujieda MYFC                         |
| 5 de septiembre | Tendō     | Montedio Yamagata   | 3:1        | Kamatamare Sanuki                    |
| 5 de septiembre | Fukuyama  | Sanfrecce Hiroshima | 8:0        | Universidad de Economía de Hiroshima |
| 9 de septiembre | Kumamoto  | Roasso Kumamoto     | 1:0        | Gainare Tottori                      |
| 9 de septiembre | Nagoya    | Nagoya Grampus      | 0:1        | Machida Zelvia                       |
| 5 de septiembre | Iwata     | Júbilo Iwata        | 0:1        | Avispa Fukuoka                       |
| 6 de septiembre | Sendai    | Vegalta Sendai      | 3:2        | Universidad de Sendai                |
| 6 de septiembre | Saitama   | Omiya Ardija        | 3:1        | Tokyo Verdy                          |
| 5 de septiembre | Kawasaki  | Kawasaki Frontale   | 3:0        | Matsue City                          |
| 6 de septiembre | Kioto     | Kyoto Sanga         | 4:0        | Ryutsu Keizai University             |
| 9 de septiembre | Kōbe      | Vissel Kobe         | 5:0        | Nagano Parceiro                      |
| 6 de septiembre | Chiba     | JEF United Chiba    | 1:0        | F.C. Gifu                            |

#### Tercera ronda
| Fecha         | Ciudad    | Local               | Resultado   | Visitante           |
| ------------- | --------- | ------------------- | ----------- | ------------------- |
| 10 de octubre | Hiratsuka | Shonan Bellmare     | 2:3         | Matsumoto Yamaga    |
| 14 de octubre | Ōita      | Oita Trinita        | 0:1 (t.s.)  | Yokohama F. Marinos |
| 14 de octubre | Kashima   | Kashima Antlers     | (2) 0:0 (3) | Mito HollyHock      |
| 14 de octubre | Kōfu      | Ventforet Kofu      | 1:0         | Ehime F.C.          |
| 14 de octubre | Tosu      | Sagan Tosu          | (2) 0:0 (1) | Consadole Sapporo   |
| 14 de octubre | Niigata   | Albirex Niigata     | 1:2         | Tokushima Vortis    |
| 14 de octubre | Tendō     | Fujieda MYFC        | 1:2         | Montedio Yamagata   |
| 14 de octubre | Hiroshima | Sanfrecce Hiroshima | 1:0         | Roasso Kumamoto     |
| 14 de octubre | Fukuoka   | Machida Zelvia      | 2:0         | Avispa Fukuoka      |
| 14 de octubre | Sendai    | Vegalta Sendai      | (4) 0:0 (3) | Omiya Ardija        |
| 14 de octubre | Kawasaki  | Kawasaki Frontale   | 3:0         | Kyoto Sanga         |
| 14 de octubre | Kōbe      | Vissel Kobe         | 1:0         | JEF United Chiba    |

### Fase final
Los cruces de esta fase se sortearon el 22 de octubre de 2015.

#### Cuadro de desarrollo
|  | Octavos de final      | Octavos de final           |                           |       | Cuartos de final | Cuartos de final |  |  | Semifinales     | Semifinales     |  |  | Final              | Final              |
|  | 11 al 15 de noviembre | 11 al 15 de noviembre      |                           |       | 26 de diciembre  | 26 de diciembre  |  |  | 29 de diciembre | 29 de diciembre |  |  | 1 de enero de 2016 | 1 de enero de 2016 |
|  |                       |                            |                           |       |                  |                  |  |  |                 |                 |  |  |                    |                    |
|  |                       |                            |                           |       |                  |                  |  |  |                 |                 |  |  |                    |                    |
|  |                       |                            |                           |       |                  |                  |  |  |                 |                 |  |  |                    |                    |
|  | Vissel Kobe           | 1                          |                           |       |                  |                  |  |  |                 |                 |  |  |                    |                    |
|  | Vissel Kobe           | 1                          |                           |       |                  |                  |  |  |                 |                 |  |  |                    |                    |
|  | Yokohama F. Marinos   | 0                          |                           |       |                  |                  |  |  |                 |                 |  |  |                    |                    |
|  | Yokohama F. Marinos   | 0                          | Vissel Kobe               | 0     |                  |                  |  |  |                 |                 |  |  |                    |                    |
|  |                       |                            |                           | 0     |                  |                  |  |  |                 |                 |  |  |                    |                    |
|  |                       | Urawa Red Diamonds         | 3                         |       |                  |                  |  |  |                 |                 |  |  |                    |                    |
|  | Machida Zelvia        | Urawa Red Diamonds         | 3                         | 1     |                  |                  |  |  |                 |                 |  |  |                    |                    |
|  | Machida Zelvia        |                            |                           | 1     |                  |                  |  |  |                 |                 |  |  |                    |                    |
|  | Urawa Red Diamonds    | 7                          |                           |       |                  |                  |  |  |                 |                 |  |  |                    |                    |
|  | Urawa Red Diamonds    | 7                          | Urawa Red Diamonds (t.s.) | 1     |                  |                  |  |  |                 |                 |  |  |                    |                    |
|  |                       |                            |                           | 1     |                  |                  |  |  |                 |                 |  |  |                    |                    |
|  |                       | Kashiwa Reysol             | 0                         |       |                  |                  |  |  |                 |                 |  |  |                    |                    |
|  | Vegalta Sendai        | Kashiwa Reysol             | 0                         | 2     |                  |                  |  |  |                 |                 |  |  |                    |                    |
|  | Vegalta Sendai        |                            |                           | 2     |                  |                  |  |  |                 |                 |  |  |                    |                    |
|  | Matsumoto Yamaga      | 1                          |                           |       |                  |                  |  |  |                 |                 |  |  |                    |                    |
|  | Matsumoto Yamaga      | 1                          | Vegalta Sendai            | 3 (3) |                  |                  |  |  |                 |                 |  |  |                    |                    |
|  |                       |                            |                           | 3 (3) |                  |                  |  |  |                 |                 |  |  |                    |                    |
|  |                       | Kashiwa Reysol (p)         | 3 (5)                     |       |                  |                  |  |  |                 |                 |  |  |                    |                    |
|  | Kashiwa Reysol (t.s.) | Kashiwa Reysol (p)         | 3 (5)                     | 2     |                  |                  |  |  |                 |                 |  |  |                    |                    |
|  | Kashiwa Reysol (t.s.) |                            |                           | 2     |                  |                  |  |  |                 |                 |  |  |                    |                    |
|  | Ventforet Kofu        | 1                          |                           |       |                  |                  |  |  |                 |                 |  |  |                    |                    |
|  | Ventforet Kofu        | 1                          | Urawa Red Diamonds        | 1     |                  |                  |  |  |                 |                 |  |  |                    |                    |
|  |                       |                            |                           | 1     |                  |                  |  |  |                 |                 |  |  |                    |                    |
|  |                       | Gamba Osaka                | 2                         |       |                  |                  |  |  |                 |                 |  |  |                    |                    |
|  | Kawasaki Frontale     | Gamba Osaka                | 2                         | 0     |                  |                  |  |  |                 |                 |  |  |                    |                    |
|  | Kawasaki Frontale     |                            |                           | 0     |                  |                  |  |  |                 |                 |  |  |                    |                    |
|  | Gamba Osaka           | 2                          |                           |       |                  |                  |  |  |                 |                 |  |  |                    |                    |
|  | Gamba Osaka           | 2                          | Gamba Osaka               | 3     |                  |                  |  |  |                 |                 |  |  |                    |                    |
|  |                       |                            |                           | 3     |                  |                  |  |  |                 |                 |  |  |                    |                    |
|  |                       | Sagan Tosu                 | 1                         |       |                  |                  |  |  |                 |                 |  |  |                    |                    |
|  | Sagan Tosu            | Sagan Tosu                 | 1                         | 4     |                  |                  |  |  |                 |                 |  |  |                    |                    |
|  | Sagan Tosu            |                            |                           | 4     |                  |                  |  |  |                 |                 |  |  |                    |                    |
|  | Montedio Yamagata     | 3                          |                           |       |                  |                  |  |  |                 |                 |  |  |                    |                    |
|  | Montedio Yamagata     | 3                          | Gamba Osaka               | 3     |                  |                  |  |  |                 |                 |  |  |                    |                    |
|  |                       |                            |                           | 3     |                  |                  |  |  |                 |                 |  |  |                    |                    |
|  |                       | Sanfrecce Hiroshima        | 0                         |       |                  |                  |  |  |                 |                 |  |  |                    |                    |
|  | F.C. Tokyo            | Sanfrecce Hiroshima        | 0                         | 2     |                  |                  |  |  |                 |                 |  |  |                    |                    |
|  | F.C. Tokyo            |                            |                           | 2     |                  |                  |  |  |                 |                 |  |  |                    |                    |
|  | Mito HollyHock        | 0                          |                           |       |                  |                  |  |  |                 |                 |  |  |                    |                    |
|  | Mito HollyHock        | 0                          | F.C. Tokyo                | 1     |                  |                  |  |  |                 |                 |  |  |                    |                    |
|  |                       |                            |                           | 1     |                  |                  |  |  |                 |                 |  |  |                    |                    |
|  |                       | Sanfrecce Hiroshima (t.s.) | 2                         |       |                  |                  |  |  |                 |                 |  |  |                    |                    |
|  | Tokushima Vortis      | Sanfrecce Hiroshima (t.s.) | 2                         | 1     |                  |                  |  |  |                 |                 |  |  |                    |                    |
|  | Tokushima Vortis      |                            |                           | 1     |                  |                  |  |  |                 |                 |  |  |                    |                    |
|  | Sanfrecce Hiroshima   | 2                          |                           |       |                  |                  |  |  |                 |                 |  |  |                    |                    |
|  | Sanfrecce Hiroshima   | 2                          |                           |       |                  |                  |  |  |                 |                 |  |  |                    |                    |

- Los horarios de los partidos corresponden al huso horario de Japón: (UTC+9)

#### Octavos de final
| Fecha           | Ciudad   | Estadio                         | Local             | Resultado  | Visitante           |
| --------------- | -------- | ------------------------------- | ----------------- | ---------- | ------------------- |
| 14 de noviembre | Kōbe     | Estadio Parque Misaki           | Vissel Kobe       | 1:0        | Yokohama F. Marinos |
| 11 de noviembre | Kumagaya | Estadio Atlético                | Machida Zelvia    | 1:7        | Urawa Red Diamonds  |
| 14 de noviembre | Sendai   | Estadio Yurtec                  | Vegalta Sendai    | 2:1        | Matsumoto Yamaga    |
| 15 de noviembre | Kashiwa  | Estadio Hitachi                 | Kashiwa Reysol    | 2:1 (t.s.) | Ventforet Kofu      |
| 15 de noviembre | Suita    | Estadio de la Expo '70 de Osaka | Kawasaki Frontale | 0:2        | Gamba Osaka         |
| 14 de noviembre | Tosu     | Estadio de Tosu                 | Sagan Tosu        | 4:3        | Montedio Yamagata   |
| 11 de noviembre | Chōfu    | Estadio Ajinomoto               | F.C. Tokyo        | 2:0        | Mito HollyHock      |
| 11 de noviembre | Naruto   | Estadio Pocarisweat             | Tokushima Vortis  | 1:2        | Sanfrecce Hiroshima |

| 14 de noviembre de 2015, 15:34 | Vissel Kobe | 1:0 (0:0) | Yokohama F. Marinos | Estadio Parque Misaki, Kōbe                              |                                                          |
|                                | Morioka 75' | Reporte   |                     | Asistencia: 5.135 espectadores Árbitro(s): Hajime Matsuo | Asistencia: 5.135 espectadores Árbitro(s): Hajime Matsuo |

| 11 de noviembre de 2015, 19:04 | Machida Zelvia | 1:7 (0:3) | Urawa Red Diamonds                                                                | Estadio Atlético, Kumagaya                             |                                                        |
|                                | Tomohiro 50'   | Reporte   | Hashimoto 30' · Lee 32' · Sekine 45+2', 90+2' · Abe 65' · Takagi 69' · Kōroki 75' | Asistencia: 5.505 espectadores Árbitro(s): Jumpei Iida | Asistencia: 5.505 espectadores Árbitro(s): Jumpei Iida |

| 14 de noviembre de 2015, 13:04 | Vegalta Sendai         | 2:1 (0:0) | Matsumoto Yamaga | Estadio Yurtec, Sendai                                 |                                                        |
|                                | Tomita 67' · Sugai 81' | Reporte   | 86' (a.g.)       | Asistencia: 5.802 espectadores Árbitro(s): Kenji Ōgiya | Asistencia: 5.802 espectadores Árbitro(s): Kenji Ōgiya |

| 15 de noviembre de 2015, 13:04 | Kashiwa Reysol            | 2:1 (1:1, 0:0) (t. s.) | Ventforet Kofu | Estadio Hitachi, Kashiwa                                  |                                                           |
|                                | Kudō 53' · Cristiano 120' | Reporte                | Abe 72'        | Asistencia: 4.755 espectadores Árbitro(s): Yūdai Yamamoto | Asistencia: 4.755 espectadores Árbitro(s): Yūdai Yamamoto |

| 15 de noviembre de 2015, 15:34 | Kawasaki Frontale | 0:2 (0:1) | Gamba Osaka              | Estadio de la Expo '70 de Osaka, Suita                |                                                       |
|                                |                   | Reporte   | Ōmori 45+2' · Kurata 53' | Asistencia: 7.345 espectadores Árbitro(s): Ryūji Satō | Asistencia: 7.345 espectadores Árbitro(s): Ryūji Satō |

| 14 de noviembre de 2015, 17:04 | Sagan Tosu                                      | 4:3 (1:1) | Montedio Yamagata                 | Estadio de Tosu, Tosu                                       |                                                             |
|                                | Ikeda 11' · Mizunuma 61', 90+2' · Taniguchi 81' | Reporte   | Diego Souza 44', 88' · Takagi 51' | Asistencia: 4.762 espectadores Árbitro(s): Yūichi Nishimura | Asistencia: 4.762 espectadores Árbitro(s): Yūichi Nishimura |

| 11 de noviembre de 2015, 19:00 | F.C. Tokyo                | 2:0 (1:0) | Mito HollyHock | Estadio Ajinomoto, Chōfu                                      |                                                               |
|                                | Maeda 14' · Hashimoto 57' | Reporte   |                | Asistencia: 7.294 espectadores Árbitro(s): Nobutsugu Murakami | Asistencia: 7.294 espectadores Árbitro(s): Nobutsugu Murakami |

| 11 de noviembre de 2015, 19:04 | Tokushima Vortis | 1:2 (0:0) | Sanfrecce Hiroshima             | Estadio Pocarisweat, Naruto                                |                                                            |
|                                | Uchida 90'       | Reporte   | Minagawa 70' · J.B. Byeon 90+3' | Asistencia: 3.154 espectadores Árbitro(s): Hiroyuki Kimura | Asistencia: 3.154 espectadores Árbitro(s): Hiroyuki Kimura |

#### Cuartos de final
| Fecha           | Ciudad   | Estadio                         | Local          | Resultado   | Visitante           |
| --------------- | -------- | ------------------------------- | -------------- | ----------- | ------------------- |
| 26 de diciembre | Osaka    | Estadio Nagai                   | Vissel Kobe    | 0:3         | Urawa Red Diamonds  |
| 26 de diciembre | Sendai   | Estadio Yurtec                  | Vegalta Sendai | (3) 3:3 (5) | Kashiwa Reysol      |
| 26 de diciembre | Suita    | Estadio de la Expo '70 de Osaka | Gamba Osaka    | 3:1         | Sagan Tosu          |
| 26 de diciembre | Nagasaki | Estadio de Atletismo            | F.C. Tokyo     | 1:2 (t.s.)  | Sanfrecce Hiroshima |

| 26 de diciembre de 2015, 13:04 | Vissel Kobe | 0:3 (0:3) | Urawa Red Diamonds                | Estadio Nagai, Osaka                                    |                                                         |
|                                |             | Reporte   | Kōroki 22' · Lee 25' · Ugajin 44' | Asistencia: 10.488 espectadores Árbitro(s): Kenji Ōgiya | Asistencia: 10.488 espectadores Árbitro(s): Kenji Ōgiya |

| 26 de diciembre de 2015, 13:05 | Vegalta Sendai                                 | 3:3 (2:2, 1:1) (t. s.)(3:5 p.) | Kashiwa Reysol                               | Estadio Yurtec, Sendai                                  |                                                         |
|                                | Wilson 25', 91' · Futami 74'                   | Reporte                        | Cristiano 11', 52', 116'                     | Asistencia: 11.388 espectadores Árbitro(s): Jumpei Iida | Asistencia: 11.388 espectadores Árbitro(s): Jumpei Iida |
|                                |                                                | Tiros desde el punto penal     |                                              |                                                         |                                                         |
|                                | Ramon Lopes · Kanazono · Y.G. Ryang · Kanakubo |                                | Cristiano · Yamanaka · Ōta · Ōtani · Eduardo |                                                         |                                                         |

| 26 de diciembre de 2015, 15:04 | Gamba Osaka                   | 3:1 (1:0) | Sagan Tosu   | Estadio de la Expo '70 de Osaka, Suita                    |                                                           |
|                                | Usami 26', 79' · Nagasawa 80' | Reporte   | Hayasaka 62' | Asistencia: 12.132 espectadores Árbitro(s): Hajime Matsuo | Asistencia: 12.132 espectadores Árbitro(s): Hajime Matsuo |

| 26 de diciembre de 2015, 15:00 | F.C. Tokyo  | 1:2 (1:1, 1:0) (t. s.) | Sanfrecce Hiroshima | Estadio de Atletismo, Nagasaki                         |                                                        |
|                                | Higashi 37' | Reporte                | Asano 85', 103'     | Asistencia: 9.933 espectadores Árbitro(s): Minoru Tōjō | Asistencia: 9.933 espectadores Árbitro(s): Minoru Tōjō |

#### Semifinales
| Fecha           | Ciudad | Estadio           | Local              | Resultado  | Visitante           |
| --------------- | ------ | ----------------- | ------------------ | ---------- | ------------------- |
| 29 de diciembre | Chōfu  | Estadio Ajinomoto | Urawa Red Diamonds | 1:0 (t.s.) | Kashiwa Reysol      |
| 29 de diciembre | Osaka  | Estadio Nagai     | Gamba Osaka        | 3:0        | Sanfrecce Hiroshima |

| 29 de diciembre de 2015, 13:05 | Urawa Red Diamonds | 1:0 (t. s.) | Kashiwa Reysol | Estadio Ajinomoto, Chōfu                                       |                                                                |
|                                | Lee 117'           | Reporte     |                | Asistencia: 22.462 espectadores Árbitro(s): Toshimitsu Yoshida | Asistencia: 22.462 espectadores Árbitro(s): Toshimitsu Yoshida |

| 29 de diciembre de 2015, 15:06 | Gamba Osaka                    | 3:0 (1:0) | Sanfrecce Hiroshima | Estadio Nagai, Osaka                                   |                                                        |
|                                | Usami 7', 74' · Nagasawa 90+1' | Reporte   |                     | Asistencia: 17.027 espectadores Árbitro(s): Ryūji Satō | Asistencia: 17.027 espectadores Árbitro(s): Ryūji Satō |

#### Final
| Fecha              | Ciudad | Estadio           | Local              | Resultado | Visitante   |
| ------------------ | ------ | ----------------- | ------------------ | --------- | ----------- |
| 1 de enero de 2016 | Chōfu  | Estadio Ajinomoto | Urawa Red Diamonds | 1:2       | Gamba Osaka |

| 1 de enero de 2016, 14:16 | Urawa Red Diamonds | 1:2 (1:1) | Gamba Osaka     | Estadio Ajinomoto, Chōfu                                       |                                                                |
|                           | Kōroki 36'         | Reporte   | Patric 32', 53' | Asistencia: 43.809 espectadores Árbitro(s): Nobutsugu Murakami | Asistencia: 43.809 espectadores Árbitro(s): Nobutsugu Murakami |

|                                |
| Bandera de Prefectura de Osaka |
| Campeón Gamba Osaka 5.º título |